# Barbaricini
Barbaricini (Βαρβαρικῖνοι) és el nom que es va donar a la caiguda de l'Imperi Romà, als habitants de l'interior de Sardenya, nom que era una derivació de Barbari vicini. El nom es va conservar fins a l'edat mitjana. No es van fer cristians fins al segle vi i una part fins al vii.